# Eleccions generals de Puerto Rico de 2020
Les eleccions generals de Puerto Rico de 2020 seran realitzades el 3 de novembre de 2020, per elegir el governador de Puerto Rico, simultàniament amb les eleccions del Comissionat Resident, Senat de Puerto Rico, Cambra de Representants, i els alcaldes dels 78 municipis. La actual governadora del Partit Nou Progressista, Wanda Vázquez Garced, qui va accedir a la governança el 7 d'agost de 2019, seria una possible candidata segons va anunciar el 16 de desembre de 2019.

## Sistema electoral
El governador és triat per sufragi universal directe per majoria simple. L'Assemblea Legislativa de Puerto Rico es divideix en dos cossos: Senat que està conformat per 27 senadors: 2 per cada un dels 8 districtes senatorials i 11 per vot únic no transferible a tot Puerto Rico i la Cambra de Representants que està conformada per 51 representants, un per cada un dels 40 districtes representatius i 11 per vot únic no transferible a tot Puerto Rico. Les alcaldies són 78 en tot Puerto Rico i escullen a un alcalde per majoria simple i una legislatura municipal.

## Partit Nou Progressista
El 3 de març de 2019 Ricardo Rosselló va anunciar la seva intenció a presentar-se novament a governador en les 2020 eleccions; però després del escàndol Telegramgate i les protestes davant de La Fortaleza, va anunciar el 21 de juliol de 2019, que retirava la seva oferta per la re-elecció. Just després, el 2 d' agost 2, va dimitir tan governador. El 9 de setembre de 2019, Pedro Pierluisi, qui va servir breument com a governador de facto després de la dimissió de Rosselló, va anunciar el seu interes en ser nomenat candidat pel PNP. El 19 de desembre de 2019, la governador Wanda Vázquez Garced, qui va ser anomenada el 7 d'agost de 2019, va anunciar tambe la seva intenció per buscar la re-elecció.

### Candidats

#### Declarats
- Wanda Vázquez Garced, governadora actual[1]
- Pedro Pierluisi, antic Comissari Resident[2]

#### Retirats
- Ricardo Rosselló, governador[3][4] anterior de Puerto Rico.
- Iván González Cancel, anterior Secretari de Salut de Puerto Rico i candidat de PNP per les eleccions generals de Puerto Rico de 2012.[5]

## Partit Popular Democràtic
Després de la derrota de candidat David Bernier en les eleccions de 2016, el partit es va quedar dividit en opinions sobre com afrontar les eleccions de 2020. Mentre una part del partit continuava amb la mateixa ideologia d'un estatus de Puerto Rico com a Estat Lliure Associat (ELA), Carmen Yulín Cruz va expressar el seu desig de crear un moviment nou en el partit, que donaria suport una associació lliure de Puerto Rico com un país independent dels Estats Units.

### Candidats

#### Declarats
- Carlos Delgado Altieri, alcalde d'Isabela[8]
- Eduardo Bhatia, dirigent de Minoria del Senat de Puerto Rico[9]
- Carmen Yulín Cruz, alcalde de San Juan, i membre anterior de la Cambra de Representants de Puerto Rico[10][11]

#### Retirats
- Roberto Prats, membre anterior del Senat de Puerto Rico[12][13]
- Juan Zaragoza, anterior Secretari[14] del Ministeri d'hisenda de Puerto Rico.

## Partit Independentista Porto-riqueny
El 27 de desembre de 2019, el Partit Independentista Porto-riqueny (PIP) va ser el primer partit en presentar la seva llista de candidats per les eleccións generals, incloent al senador Juan Dalmau Ramírez com a governador, juntament amb Luis Roberto Piñero, com a comissionat resident, María de Lourdes Santiago Negrón i Denis Márquez Lebrón com a senadors per acumulació i Adrián González Costa com a alcalde de San Juan. Juan Dalmau va ser candidat a governador del PIP en el les eleccions generals de 2012.

### Candidat
- Juan Dalmau Ramírez, senador de Puerto Rico.[5]

## Moviment Victòria Ciudadana
Després de la derrota d'Alexandra Lúgaro com a candidata independent i Rafael Bernabe com el candidat pel Partit del Poble Treballador en les eleccions de 2016, els dos candidats es van unir amb altres polítics porto-riquenys el març de 2019 per formar un nou partit polític anomenat Moviment Victòria Ciutadana (MVC, en castellà, Movimiento Victoria Ciudadana). El 19 de novembre de 2019, Alexandra Lúgaro va anunciar la seva segona cursa per governadora, aquesta vegada com a candidata de MVC.

### Candidat
- Alexandra Lúgaro, empresària, advocada, i candidata independent a governadora en les eleccions de 2016.[16][17]

## Projecte Dignitat
Proyecto Dignidad en castellà, va ser certificat com un partit oficial el 22 de gener de 2020. Va necessitar 47,406 avals per ser certificat, i va rebre 47,856.
El 20 de maig de 2020, el partit va anunciar que César Vazquez seria el seu candidat a governador.

### Candidat
- César Vázquez, cardiòleg[19][20]

## Independent
El 5 de maig de 2020, es va certificar el candidat Eliezer Ramos després d'una disputa legal sobre la quantitat de suports va requerir per ratificar el seu nomenament.

### Declarat
- Eliezer Molina, agroculturista i Enginyer Civil[23]